# Западно римско царство
Западно римско царство је назив за западну половину Римског царства након административне поделе коју је увео цар Диоклецијан 286. године. У ужем, али и ширем смислу речи, овај термин се односи на западну половину царства у периоду између смрти цара Теодосија I 395. и свргавања последњег западноримског цара Ромула Августула 476. године које је извео вођа варварских најамника у Италији Одоакар.
У теорији Римско царство је и после 286. односно 395. било једно, јединствено и недељиво. У пракси, након 286. царством је управљало по неколико владара, најчешће један на Истоку, други на Западу. Теоретски гледано, последњи владар јединственог царства био је Теодосије Велики који је на самрти 395. поделио царство између своја два сина — старијем Аркадију је оставио Исток, млађем Хонорију Запад. Након тога, западни цареви су владали прво из Милана, а после 402. из Равене. После 407. почело је убрзано слабљење Западног римског царства услед навала варвара (Готи, Вандали, Франци и др.) који су почели да се насељавају унутар граница царства и да га деле између себе и да оснивају сопствене краљевине. После 455. западноримски цар је фактички владао само Италијом, а 4. септембра 476. Ромул Августул је свргнут. Последњи титуларни цар био је Јулије Непот, који је умро у Далмацији 480. године. Након 476, односно 480, варварски владари Италије, попут Одоакра и Теодорика, сматрани су за намеснике римског цара из Константинопоља, али су у пракси владали као независни владари.
Источноримски (византијски) цар Јустинијан I је покушао у 6. веку да обнови римску власт на Западу и његове војсковође су заузеле Италију, Африку и средоземну обалу Спаније. Међутим, овај подухват јер био кратког века, мада се непосредно византијско присуство у Италији осећало све до 1071. године. Укратко, после свргавања Ромула Августула, римска власт у западној Европи је била више фиктивна него стварна, тако да се 476. традиционално сматра за почетак нове историјске епохе — средњег века.

## Римско освајање Запада

### Римски Исток и Запад
Током 2. века п. н. е. Римска република је постала доминантна сила на Средоземљу која се постепено ширила у погледу државних територија и политичког утицаја и на хеленистички исток и на „варварски“ Запад. На Истоку, где је грчки језик већ био језик политичке и културне елите, Римљани су увели нови систем државне организације. И поред тога, културе и традиције древних народа Истока, попут Египћана, Јевреја, Сиријаца и Грка, њихов начин живота изграђен око градских насеља, просперитет трговине и занатства и друга богатства су опстала, само што су сада уклопљена у римске државне оквире.
После уништења Картагине 146. п. н. е. на западном Медитерану није више било већих и организованијих држава које су се могле мерити са Римом. Иако то није била првобитна намера, римска освајања су Хиспанији, Галији и Британији, као и афричким провинцијама, током времена донела средоземну цивилизацију и њене тековине попут градског начина живота, грађевинских и техничких достигнућа и културе писане речи. Иако су и на западу постојале грчке и феничанске колоније, култура западног дела Римског царства је остала латинска. Такође, Римљани су временом инкорпорирали политичку елиту Запада у свој систем, тако да су се, за разлику од хеленистичког Истока, на Западу могле наћи аристократске земљопоседничке породице.
Разлике између Истока и Запада су врло ретко наглашаване, понекад зарад политичке пропаганде, нпр. током грађанског рата између Октавијана и Марка Антонија. Када је Октавијан претворио посрнулу републику у монархију тј Римско царство 30. п. н. е., почело је коначно уобличавање Запада. За време дуге владе првог римског цара Октавијана Августа (30. године п. н. е.-14. године наше ере) римске легије су окончале освајање Пиринејског полуострва, а галске територије су најпосле организоване у провинције. Римски покушај проширења граница све до реке Лабе на исток пропао је због упорног отпора германских племена, тако да је Август на крају одлучио да се царство на западу ослони на природну границу реке Рајне. Ипак, Августови наследници се нису придржавали његовог аманета тако да је Клаудије 43. започео освајање Британије, а 44. је анектирао дотадашњу клијентелску краљевину Мавретанију. Иако су у другој половини 1. века Римљани редовно упадали на територију данашње Шкотске, трајна граница је утврђена Хадријановим зидом између ушћа реке Тајн на истоку и залива Солвеј на западу. Римска освајања на западу окончао је Веспазијан (69—79) који је заузео Агри Декуматес (Agri Decumates), крајеве између Мајне и изворишта Дунава.

### Побуне и грађански ратови 1. и 2. века
Римска власт се у принципу и на Истоку и на Западу у току 1. и 2. века суочавала са два већа изазова: побунама потчињених племена и градова и политичким кризама које су настајале услед побуне легија. Побуне легионара су биле далеко озбиљније пошто је војска важила за један од, ако не и најјачи политички фактор у самом царству. Уколико би неки амбициозни провинцијски намесник или војни заповедник придобио подршку војске то би готово редовно довело до узурпације царске власти и грађанског рата.
Током првог века било је неколико побуна келтског и германског становништва. У Британији је 60. године побуну против римске власти подигла краљица племена Ицена, Боудика, али су Римљани однели лаку победу наредне године. Други важан устанак, Батавски устанак (у Доњој Германији тј. данашњој Низоземској) под вођством романизованог аристократе Гаја Јулија Цивилиса покушао је да се окористи римским неприликама током Године четири цара. Цивилис се наводно подигао на оружје како би подржао претендента Веспазијана, али је на крају савладан и убијен 70. године када је постало јасно да жели да отцепи један део царске територије.
Догађаји из 69. су показали да су се римске легије, размештене на границама царства, већ поделиле на четири регионалне групе (Британија, Рајна, Дунав, Еуфрат) у којима су војсковође, па и обични војници, покушавали да се наметну за арбитра у политичким превирањима. Рајнске легије су се први пут побуниле 14. године после Августове смрти и покушале су да присиле Германика, синовца новог цара Тиберија да се прихвати царске власти. Озбиљније су биле прилике 68. када се намесник Лионске Галије Гај Јулије Виндекс, још један романизовани аристократа, овога пута галског порекла, побунио против Неронове фискалне политике. Пре него што је савладан, Виндекс је позвао Галбу, гувернера Тараконске Хиспаније да преузме престо. Пошто је Галба имао на располагању само једну легију, бројнији легионари у германским провинцијама су извикали за цара Вителија који је најпосле поражен у борби са већ поменутим Веспазијаном, фаворитом источних легија.
Слична подела између легија одиграла се и 193. године након убиства цара Пертинакса. Овога пута су три британске легије, којима се придружила и једна хиспанска, произвеле у цара Клодија Албина. Он је све до 196. био савладар Септимија Севера који га је на крају и уклонио почетком 197. године. Цена грађанског рата било је разарање Лугдунума (данашњег Лиона) од стране осветољубивог Септимија Севера. Дотада највећи град римске Галије, Лугдунум се више никада није опоравио.

## Криза и опоравак

### Криза 3. века на Западу
До почетка 3. века романизација на успешно довршена, тако да је и политичка и војна елита почела да игра важнију улогу у животу Царства. Убиство младог цара Александра Севера одиграло се управо на Рајни 235. и означило је почетак пола века војне анархије. Међутим, за разлику од првих векова царства, преданост римске војске унутрашњим трвењима је отворила врата варварским племенима која су од краја 2. века била у сталном покрету на Рајни и доњем Дунаву. Варварски напади су били усмерени пре свега на пљачку и иако нису били претерано разорни, били су несистематски и чести, што је римским властима отежавало организацију одбране. Поред тога, на Истоку уместо Парћанске државе, 224. је дошло до успшостављања Персијског царства династије Сасанида које се показало као врло опасан и агресиван противник Рима. Сасаниди су током 3. века предводили неколико упада на римске територије чији су врхунац били догађаји из 259. када је римски цар Валеријан заробљен и одведен у заточеништво у Персију где је и умро касније. Претња из правца Персије захтевала је сталну пажњу римских владара и ангажовање готово четвртине војних ресурса царства.
Да би лакше бранио угрожено царство, Валеријан се посветио одбрани Истока, а европске провинције је препустио сину Галијену. Галијен се пре свега посветио одбрани Подунавља и Италије и управо током његових похода у Панонију у Галији је дошло до преврата. Локални намесник германских провинција Постум се 260. прогласио за цара и његову власт је прихватила Галија, Британија и Хиспанија. Постум је покушао да се наметне као Галијенов колега али у томе није био успешан. После пропасти похода против узурпатора 263. Галијен је оставио Постума да неометано влада крајњим западом Римског царства. У историографији Постумова држава, која је имала свој паралелни сенат, магистрате, гардијске одреде и сл., се обично назива Галоримско или просто Галско царство. Међутим, Постум је себе сматрао римским царем а не оснивачем неког новог државног или политичког ентитета. Његов случај у ствари илуструје да су се локална аристократија и становништво, уколико не би добила благовремену и одговарајућу помоћ централних власти, лако могли окренути локалном узурпатору и у њему наћи достојног владара и заштитника.
Постумов пример није био усамљен, већ је и Зенобија, краљица Палмире, успела да завлада римским источним провинцијама од Египта до Мале Азије (260—273). Међутим, низ Галијенових наследника је успео да поврати равнотежу и поново уједини царство. Клаудије II Готски (268—270) је од Гало-римског царства отргнуо Хиспанију и Нарбонску Галију, а коначни ударац му је задао Аурелијан победом код Шалона на Марни 273. године. У току саме битке, ривалски цар Тетрик I је са својим истоименим сином пребегао Аурелијану и захваљујући томе је касније поштеђен и награђен намесништвом у јужној Италији. Аурелијан је претходно савладао и припојио и Зенобијино источно царство, тако да је сада Римско царство по први пут након 260. поново било јединствено. Још један од војничких царева, Проб (276—282) је већ био у прилици да сузбије упаде варвара у рајнске области и обнови локалне градове који су разарани и запуштени током претходног периода. Двојица узурпатора која су се 281. заједнички прогласили за савладаре у Келну, Прокул и Бонос лако су побеђени и ликвидирани. Оно што је било забрињавајуће, а што ће се показати као велика опасност у будућности је то што су Прокул и Бонос уживали помоћ Франака са источне обале Рајне.

### Тетрархија и Константинова династија
Са Диоклецијановим реформама започиње период институционализације савладарства и његовог повезивања са територијалном поделом царства. Диоклецијан је 286. за свог савладара у рангу августа поставио свог старог ратног друга Максимијана који је добио на управу територије западно од Дрине и северноафричког рта Сирт. Када се заповедник римске флоте у Ламаншу Караусије одметнуо и прогласио се за цара у Британији, Диоклецијан је одлучио да прошири царски колегијум. Два августа су 293. добили савладаре и помагаче- цезаре: Диоклецијан Галерија, Максимијан Констанција I Хлора. Констанције је 296. повратио Британију и тиме је пресекао могућност да се понови историја Постумовог царства. Исте године цезар је однео неколико победа против Алемана, док је 297-298. Максимијан умирио побуњена маварска племена у северној Африци.
Диоклецијан и Максимијан су се добровољно повукли са власти 1. маја 305. и препустили место августа дотадашњим цезарима. Констанцијев цезар је постао Галеријев штићеник Север II коме су поверене Панонија, Италија и Африка, док је остатком Запада владао Констанције Хлор. Тетрархијски систем је почео да се урушава када је 25. јула 306. Констанције преминуо у Јорку при чему је окупљена војска, супротно Диоклецијановим плановима, извикала за новог цара Хлоровог сина Константина. Константинов пример је убрзо следио и Максимијанов син Максенције који се за цара прогласио у Риму уз подршку сената и преторијанаца. За разлику од Константина, Максенције никада није признат за једног од легитимних царева, али је уз помоћ свог оца, који се вратио из политичке пензије, успео да уклони Севера. Укратко, западни део царства је подељен између неколико амбициозних владара. Најзад, Константин Велики је ликвидирао свог таста Максимијана 310. године, а 312. у току битке код Милвијског моста у близини Рима и Максенција. Након што је преосталом савладару Лицинију 316. одузео све подунавске и балканске територије, осим дијацезе Тракије, Константин се ретко враћао на Запад проводећи време у припремама за даље походе. Лициније је 324. одстрањен и Константин се коначно наметнуо за јединог владара Римског царства. Трајну царску резиденцију Константин је подигао на Босфору на месту древног Византиона и назвао га Нови или Други Рим. Међутим, већ за његова живота нови град су савременици почели да називају Константинопољом. Сам град је био планиран као раскошна царска резиденција какви су већ били Трир у Германији или Сирмиј (данашња Сремска Митровица) у Подунављу, али је већ средином 4. века добио све привилегије као Рим и тиме је de facto постао друга престоница царства. Тиме је политички центар Римског царства померен на богатији и насељенији Исток.
Након Константинове смрти 337. показало се да је Запад и даље политички нестабилнија половина царства. Константинов најстарији син Константин II је 340. убијен у сукобу са млађим братом Констансом I који је од тада владао Западом од Британије до Илирика. Деценију касније, 350. Констанс је свргнут у завери у којој је владар Запада постао високи официр полуварварског порекла Магненције. Магненције је у почетку покушавао да се помири са преосталим Константиновим сином, владарем Истока, Констанцијем II али су непријатељства најпосле започета. Констанције је као цезара на Истоку оставио свог рођака Констанција Гала, како би обезбедио лојалност династији, а сам се упутио у борбу против Магненција која је практично добијена тешком битком код Мурсе (данашњег Осијека) 351. године. Након тога, Магненције је извршио самоубиство 353., а неповерљиви Констанције је 354. погубио цезара Гала који наводно припремао побуну. Пред повратак на Исток, где га је чекао рат са Персијом, Констанције је 6. новембра 355. у Милану прогласио преосталог рођака, брата од стрица, Јулијана за цезара коме је поверена брига над рајнском границом. Учени Јулијан је показао велики војнички дар и учврстио је римску границу на Рајни важним победама над Аламанима и Францима. Када је Констанције затражио део галске војске зарад рата са Персијом, легионари су се побунили и прогласили Јулијана за августа. Он је умарширао на Балкан и обезбедио важно регрутно и рудама богато подручје, али је грађански рат избегнут тако што је Констанције на путу на запад преминуо у Малој Азији 3. новембра 361. године. Јулијан је након тога наставио на Исток и затим се упустио у амбициозан поход на Персију у току кога је погинуо 26. јуна 363. године.

## Коначна подела

### Почетак Велике сеобе
После кратке владавине цара Јовијана, официри окупљени у Никеји су изабрали за цара Валентинијана I. Већ приликом церемоније прихватања царске дужности 26. фебруара 364. војници су запретили побуном, али их је Валентинијан умирио тако што им је обећао да ће именовати савладара како би се избегао грађански рат у случају његове преране смрти. Валентинијан је испунио обећање тако што је у Цариграду 28. марта исте године прогласио свог млађег брата Валенса за августа-савладара. Нешто касније, браћа су у близини Наиса (данашњег Ниша) поделили царство и административно особље на два дела, а затим у Сирмију и мобилне војне јединице. Најзападније територије којима је Валенс владао биле су Тракија у Европи и Киренаика (данашња Либија) у Африци. Валентинијан је на Рајни водио дугу и успешну борбу са Аламанима, али је најпосле умро у Бригециону (данашњи Коморан у Словачкој) 375. године од последица пуцања крвног суда. Наследио га је већ дезигнирани наследник, син из првог брака, Грацијан, али, како је он био у далеком Триру, официри су уредили да се пред панонску војску изнесе четворомесечни Валентинијан II, син покојног цара из другог брака. Расцеп у војсци је спречен и млади Грацијан је владао у слози са намесницима још млађег Валентинијана коме су препуштене Италија, Илирик и Африка.
Међутим, велики ударац за римски свет је дошао са истока где су од средине 4. века готска племена била у сталном померању под притиском номадских Хуна који су пристигли у крајеве северно од Црног мора. Хуни су покорили разне готске групе, као и Сармате, Алане и друге народе. Готски посланици су од Валенса, који је био трајно умешан у рат са Персијом, затражили да их прими на територију Царства. Валенс је 376. дозволио и племе Тервинга је прешло Дунав и населило се у Тракији. За њима су, супротно договору, следили и Грејтунзи и један део Алана. Прилике су се отеле контроли, нарочито када су се Готи, због махинација локалних римских великодостојника, побунили 377. и почели да пљачкају Балкан. Валенс је пожурио са истока и, не чекајући долазећег синовца Грацијана, 9. августа 378. је ушао у отворену битку код Хадријанопоља (данас Једрене на граници Бугарске и Турске). Исход битке био је катастрофалан пошто су Готи уништили читаву римску војску и убили цара. После овог незапамћеног пораза, Грацијан је за свог источног колегу именовао искусног војсковођу Теодосија. Током дуготрајног Готског рата, Теодосије I је на крају умирио Готе дипломатским а не војним средствима. По споразуму од 3. октобра 382. године Готи су као римски савезници насељени у дијецези Тракији и заузврат су морали да Римљанима шаљу војне одреде. Новина је била што су ови савезници били насељени на територији царства, што су живели по својим законима и ратовали под командом својих поглавара.

### Варвари и епископи
Са Теодосијем почиње и одлучујући заокрет у христијанизацији Римског царства. Наиме, хришћани су у прва три века након Христа били нарочито бројни у источним провинцијама царства, док су веће заједнице на Западу постојале у великим градовима попут Рима, Картагине и Лугдунума, као и у медитеранским провинцијама. Константин Велики је после 312. примио хришћанство и обуставио све прогоне. Када је царство уједињено под његовом влашћу 324. године организован је, под царским покровитељством, Први васељенски сабор у Никеји који је донео низ одлука који су се тицали догматских и дисциплинарних питања пошто је дотада хришћанска црква функционисала у тешким условима. Као последица овог нејединственог развоја у цркви се јавило и различитих теолошких и различитих дисциплинарних тумачења (нпр. којим данима треба постити). Најзначајније теолошко питање Никејског сабора било је питање аријанства, учења Арија из Александрије, које је осуђено као јеретичко. Иако су каснији цареви попут Констанција II и Валенса прихватили аријанство и силом покушали да наметну јединство цркви, ово учење је до краја 4. века престало да ужива подршку унутар царства. Међутим, прво Готи, а затим и други варварски народи попут Вандала и Бургунда су примили хришћанство у аријанском виду чиме је дошло и до нове поделе на линији Римљани-варвари.
Константин је учинио још један преседан пошто је одређене судске инстанце поверио хришћанским епископима који су тиме стекли и световну моћ. Поред тога, хришћанска црква је добила право да прима поклоне и завештања чиме је убрзо добила и велику економску моћ. Најзад, сам Константин је започео праксу царског мешања у теолошка и дисциплинарна питања, што је у пракси значило да ће се царска власт законским мерама борити против следбеника учења које би црква прогласила за јеретичка. Са друге стране, Константин је започео и традицију задужбинарства односно изградње цркава, и нешто касније, и манастира. До краја 4. века, само је још један цар, Константинов синовац Јулијан, био присталица традиционалног паганства.
На западу међутим пагани су били далеко бројнији и, што је било још важније, политичка елита оличена у римском сенату се углавном држала традиционалне римске вере. Грацијан је тако, на наговор утицајног епископа Амброзија Миланског, 382. наредио уклањање древног олтара Победе из сенатске већнице и укинуо је државне субвенције паганским култовима. На жалбу сенатора, цар је одговорио тако што је одбацио традиционалну титулу римског првосвештеника (pontifex maximus) и препустио је епископу града Рима тј папи. Нешто раније, Теодосије је у Цариграду маја 381. сазвао Други васељенски сабор који је још једном осудио аријанство. Међутим, најтрајнија последица сабора било је успостављање хијерархије епископија унутар хришћанске цркве по којој је после римског епископа, који је уживао предност као наследник главе апостола, св. Петра, следио епископ нове царске престонице Константинопоља (коју је по легенди основао Петров брат, св. Андрија Првозвани).
Без подршке сената, а убрзо и војске, Грацијан је 383. убијен у сукобу са Магнусом Максимом, заповедником британских легија. Након тога, Валентинијанов војсковођа франачког порекла, Баутон, је успео да блокира алпске превоје и нова узурпација је разрешена дипломатијом. Магнус Максим је признат за западног августа чију су власт признале Британија, Галија, Хиспанија и Африка. Када је 387. август запада прекршио договор и напао Италију, млади Валентинијан и његова мајка су побегли Теодосију у Солун. Након низа течких борби на Балкану, Теодосије је, уз помоћ готских одреда, успео да порази и погуби Магнуса Максима код Аквилеје 388. године. Након тога Теодосије се задржао на Западу све до 391. до када је важне положаје препустио својим људима. Његова посета Западу била је значајна из неколико разлога. Први је био то што се показало да је у царском колегијуму источноримски владар јачи партнер који свој избор савладара може да наметне Западном царству. Други аспект је био јавно покајање, након што је Теодосија екскомуницирао Амброзије Милански, кроз које је цар месецима пролазио како би се искупио за покољ око 7000 побуњених грађана Солуна. И најзад, Амброзије је утицао да цар изда 391. низ декрета који су били уперени против паганства. Паганство нипошто није потпуно угушено овим законима, али су бројни традиционални обичаји укинути нпр. колегијум весталки је распуштен и угашена је Вестина вечна ватра, прорицање будућности путем ауспиција је постало кажњиво о најпосле, 393. су укинуте древне Олимпијске игре. Теодосијево јавно потчињавање епископу Амброзију и низ антипаганских мера означили су почетак краја паганства.
Најзад, Теодосије се вратио на исток и оставио Франка Арбогаста као врховног војног заповедника Запада (magister militum). У Арбогастовим рукама налазила се сва власт и млади Валентинијан се на његово владање у неколико наврата жалио Теодосију. Најзад, Валентинијан је званично извршио самоубиство 15. маја 392., али се у Цариграду почело сумњати да је Арбогаст уклонио цара. Већ 22. августа 392. за западноримског цара је проглашен Евгеније који, иако је био номинално хришћанин, пружио је подршку паганима. Теодосије је одбио да призна Евгенија за новог цара, већ је свог деветогодишњег сина Хонорија прогласио за августа Запада 23. јануара 393. године. Хоноријево проглашење је било равно објави рата и Теодосије је покренуо нови поход на Запад, поразио Евгенија и Арбогаста у бици на Фригиду 6. септембра 394. (данас граница између Италије и Словеније) и поново, слично Константину, ујединио Римско царство под својом влашћу.

## Слабљење

### Два царства
Теодосије Велики је изненадно преминуо у Милану 17. јануара 395. године. Ипак, Хонорије је већ био произведен у августа Запада, баш као и његов старији брат Аркадије за августа Истока још 383. године. Теодосијева смрт 395. се обично сматра за преломну и дефинитивну поделу јединственог Римског царства на Западно и Источно (Византијско) царство. Међутим, у теорији Царство јер и даље било јединствено и недељиво и замишљена граница је требало да иде, у Европи реком Дрином, а у северној Африци до рта Сирт. Западно од ове линије владао је Хонорије, источно Аркадије.
Разилажење два царска центра, Милана и Константинопоља, савременици су најбоље видели кроз ривалитет великодостојника који су држали праву власт, Хоноријевог чувара Стилихона, римског војсковође вандалског порекла, и низа Аркадијевих достојанственика. Стилихон, иначе зет царске породице, тврдио је да му је сам Теодосије поверио бригу над оба своја сина, а његова популарност код германских одреда чинила га је опасним противником цариградских намесника. Међутим, на вест о Теодосијевој смрти, Готи насељени у Тракији 382. су се побунили и затражили склапање новог уговора са римским властима. Као римски савезници, Готи су имали велике жртве током Теодосијевих грађанских ратова и сада су затражили ревизију споразума. Удружени, потомци Тервинга и Грејтунга, изабрали су за свог краља Алариха из породице Балта. Он је током година спровео даље уједињавање две гране Гота који су од тада били познати под заједничким именом — Визиготи. Аларих је војним акцијама, пљачкањем и паљењем покушавао да натера политичаре из Цариграда на преговоре, али после пада великог коморника Еутропија 399. показало се да ниједан византијски великодостојник не жели да се дискредитује преговорима са Визиготима. Пошто је његовом народу била потребно стално пребивалиште и могућност обраде земље, Аларих се окренуо сарадњи са Стилихоном.

### Пљачка Рима (410)
Недостатак воље за сарадњом са Аларихом међу Аркадијевим дворанима био је последица краткотрајне доминације војсковође Гота Гајне. Његова надмоћ је код простих Цариграђана пробудила велико непријатељство према Готима и варварским војницима генерално. Када се Гајна одметнуо и покушао да се спасе бекством преко Дунава ухватио га 400. је и погубио краљ Хуна, Улдин. У историјским изворима био је то први помен Хуна северно од Дунава. Изгледа да су из долине Волге управо у ово време почели да се насељавају у крајевима северно од Дунава и у Панонској низији. Даље померање Хуна почетком 5. века изазвало је реакцију сличну догађајима из 375. године, само што је сада јаче било погођено Западноримско царство. Већ 405. готски краљ Радагајст је повео своје људе са горњег Дунава у Италију, али га је 406. Стилихон поразио и погубио код Фиренце. Цена ове победе била је повлачење главнине римске војске са Рајне коју су такође притискала племена у покрету — Вандали, Свеви, Алани, Бургунди... Због сталне потребе за људством, Стилихон је позвао у помоћ Аларика и затим му наложио да помогне Западном царству у придобијању балканских територија. Готи су се у зиму 406/7 утаборили у Епиру, али римска војна помоћ никада није стигла пошто се у међувремену појавило неколико нових и озбиљнијих проблема за Стилихона. Прво, 31. децембра 406. две групе Вандала, Силинзи и Хаздинзи, су прешли Рајну у друштву Свева и Алана, док су их следили Бургунди и Аламани. Друго, већу опасност по положај цара Хонорија представљао је још један узурпатор из Британије, Константин III, који је у лето 407. прешао Ламанш и до маја 408. утврдио своју резиденцију у Арелату (данашњи Арл). Најзад, Аларихови ратници, који су већ годину дана мировали, побунили су се и њихов невољни краљ их је повео на Италију како би од Стилихона изнудио решавање статуса Визигота. Директна последица ових догађања била је премештање царске резиденције на Западу из Милана у сигурнију Равену.
Стилихон је митом краткотрајно решио питање Визигота, али је и његова хегемонија на двору већ била на истеку. Из Цариграда је стигла вест како је 1. маја 408. цар Аркадије преминуо и оставио престо малолетном сину Теодосију II. Стилихон и Хонорије су се потом јавно сукобили око питања ко ће од њих двојице отпутовати у Константинов град и решити тамошње проблеме. На крају, Стилихонови непријатељи су протурили вест да се војсковођа спрема на Исток само како би свргао малог Теодосија и поставио свог сина Еухерија за источноримског цара. Овакве гласине су изазвале у Павији побуну војника у којој су страдале Стилихонове присталице. Сам Стилихон је оптужен за издају и убијен у Равени 22. августа 408. године. Његово убиство изазвало је реакцију свих оних који су били антиварварски расположени тако да су побијене породице око 13 000 готских ратника у Италији. Ови Радагајстови ветерани, уврштени у римску службу 406., сада су се придружили наступајућем Алариху.
Пошто је прешао Алпе, готски краљ је 408. опсео Рим и натерао сенат да му плати огромну откупнину. Сенатори су затражили од цара, заштићеног зидинама и мочварама Равене, да попусти и склопи повољни споразум са Аларихом. Штавише, и краљ је био спреман на компромис и затражио да се Готи населе на тлу удаљене провинције Норик и снабдевају годишњом количином жита коју Хонорије одреди. Цар је и овога пута остао неумољив и 409. Аларих је поново опсео Рим и, како би још јаче уценио Хонорија, уредио проглашење градског префекта Атала Приска за августа. Како је Хонорију остала верна пребогата дијецеза Африка, Аларих је у јулу 410. свргао Атала и покренуо нове преговоре. На месту уговореног састанка, неких 12 km од Равене, визиготског краља и његову пратњу је напао римски одред под командом Гота Сара, старог Алариховог непријатеља. Аларих је побеснео и повео своје људе на сам Рим где су Визиготима 24. августа 410 отворене градске капије. Уследила је тродневна пљачка Рима која је згранула учене провинцијалце, попут Аурелија Августина и Јеронима, али која у стварности није била разорна. Аларих је, као присталица аријанског хришћанства, плански поштедео римске цркве и обезбедио пратњу хришћанском свештенству. Убијања није било али су Готи спалили зграду сената. Натоварени пленом и водећи угледне заробљенике, међу којима је била и Хоноријева полусестра Гала Плацидија, Визиготи су кренули на југ Италије. Аларих је одатле желео да превезе свој народ у сигурност северне Африке али је олуја уништила припремљене бродове. Убрзо је од последица премора Аларих умро, а нови краљ Визигота је постао његов шурак Атаулф.

### Покушај обнове
Док су Визиготи пустошили Италију, а Константин III владао Галијом, Вандали, Алани и Свеви су 409. године прешли Пиринеје и између себе поделили провинције на западу Хиспаније. По овој подели, која је трајније обрисе добила 411., Вандали Силинзи су заузели Бетику, Алани, можда најдоминантнија од четири варварске групе, две провинције, Картагиненсис и Лузитанију, а Вандали Хаздинзи и Свеви северозападну провинцију Галецију.
За то време, најјачи утицај на равенском двору остварио је Флавије Констанције, Стилихонов наследник на положају врховног војног заповедника (magister militum). Пошто су Готи већ напуштали Италију он је реорганизовао римску војску и окренуо се прво против узурпатора Константина, који је убијен 411., а затим и против извесног противцара Јовина, пораженог 413. године. Јовин се нарочито показао неугодним пошто је уживао подршку Атаулфових Визигота који су променили страну захваљујући миту. Најзад, Констанције је присилио Визиготе да се повуку у јужну Галију где је Атаулф заузео Нарбону и Марсељ. Слично Алариху, Атаулф је покушао да натера Хонорија и Констанција на попуштање тако што је поново Приска Атала прогласио за римског цара. Поред тога, у јануару 414. Атаулф је, противно Хоноријевим жељама, оженио, по римском обреду, цареву полусестру Галу Плацидију. Констанције је убрзо наредио општу блокаду јужне Галије тако да је Визиготима, који су од 408. били у сталном покрету, убрзо понестало хране. Атаулф је покушао да се снађе тако што је упао на Пиринејско полуострво, али је убијен 415. од стране Сарових присталица након пада Барсина (данашње Барселоне). Када је Валија учврстио своју власт над Визиготима, пристао је на Констанцијеве услове који су подразумевали поновно прихватање статуса савезника и враћање Плацидије у замену за огроман товар житарица.
Заједно са Римљанима Визиготи су у периоду између 416. и 418. године извршили неколико похода против варварских племена насељених у Хиспанији. У овим борбама Силинзи су били потпуно истребљени, док су Алани такође поднели велике жртве. Преживели су пребегли краљу Вандала Хаздинга Гундериху и понудили му своју верност и круну Алана. Гундерих је понуду прихватио и од тада је носио титулу краља Вандала и Алана. Са друге стране, Констанције није желео да се Визиготи учврсте у Хиспанији па их је 418. трајно населио на обаламе Гароне у Аквитанији. Визиготи су добили градове Бурдигалу (Бордо) и Толосу (Тулуз), а Царство је задржало медитеранску обалу. Унутар Аквитаније Визиготи су добили могућност да уживају приходе две трећине земљишног фонда. Вероватно им је уступљен добар део земље царских имања, али су вероватно и локални земљопоседници били приморани да се одрекну дела земље у корист дошљака. Робови и колони који су и дотада обрађивали земљу су остали на својим местима, али је рента коју су плаћали променила власника. Оваква политика је најавила јаз између провинцијских крупних земљопоседника и царског двора.
Констанцијеви успеси су у кратком року допринели територијалној обнови Западноримског царства. Он је 417. награђен руком Гале Плацидије, а 8. фебруара 421. Хонорије га је прогласио за свог савладара. Обнова се ипак показала краткотрајном пре свега зато што Царство више није могло да обнови пређашњи фискални систем. Британија, коју су по традицији римске легије напустиле 407. године, више није враћена под контролу Равене и острво ће убрзо постати плен за Саксонце, Англе и Јите. Запад Хиспаније такође је био ван домета римских порезника, а и преостали крајеви Италије и Галије били су измучени ратним разарањима. По закону цара Хонорија из 412. италијанске провинције јужно од Рима, како би се помогао њихов опоравак, имале су плаћати само петину пређашњег пореза. Стање се није поправило ни до 418. када је поменутим провинцијама порез смањен на једну седмину. Исто тако, и римска војска, нарочито на рајнској граници, је у првим деценијама 5. века тешко пострадала. По Списку достојанства (Notitia Dignitatum), Западноримско царство је 420. располагало са 25% мање покретних, елитнијих војних јединица (comitatus) него 395. године. Квантитативно посматрано, војска из 420. била је бројнија него раније али су њене могућности и опремљеност биле на нижем нивоу.

## Крај римског Запада

### „Последњи прави Римљанин“
Констанцијево уздизање за августа никада није прихваћено у Константинопољу, али је тај конфликт брзо превазиђен пошто је Плацидијин муж умро већ 2. септембра 421. године. Гала Плацидија, сада мајка малог Валентинијана, покушала је да обезбеди наслеђивање престола свом сину, али је 422. протерана и склонила се у Цариград на двор Теодосија II. Безчедни Хонорије је умро 15. августа 423. године и његова смрт је довела до нових беспоштедних борби које су практично потрле све тековине Констанцијевих прегнућа.
Како у Равени више није било представника старе Теодосијеве династије, за цара је изабран високи представник бирократије Јован, али је његов избор одбио да прихвати намесник дијецезе Африке, Бонифације, а затим и источноримски цар Теодосије II. Теодосије је потом послао војску у Равену која је збацила узурпатора Јована, а затим је Валентинијан III 23. октобра 425. проглашен за августа Запада у Риму. Читава акција је била права демонстрација јединства Римског царства и Теодосијеве династије. Међутим, три дана по погубљењу узурпатора, у Италији се појавио војсковођа Аеције кога је Јован послао по помоћне хунске одреде. Аеције, који је некада боравио као талац међу Готима а затим и Хунима, распустио је своје савезнике и заузврат је добио положај врховног заповедника римске војске у Галији (Magister militum per Gallias). Гала Плацидија је покушала да влада као регент у име свог малолетног сина, и у том циљу је да одржавала равнотежу међу супротстављеним војсковођама. Међутим, када је Аеције 433. поразио и последњег међу ривалима, царица је била принуђена да му да почасну титулу патриција и прогласи га за врховног команданта римских војски Западног царства. Од тог тренутка, па до своје смрти 454. године, Аеције је de facto био владар Западноримског царства.
Док су Римљани у периоду након Констанцијеве смрти утонули у период међусобица, варварска племена су предузела иницијативу. Визиготи су се у два наврата побунили, 427. и 439., али је у оба наврата Аеције успео да их порази и примора на поштовање споразума из 418. године. Франци и Аламани су одбачени на леву обалу Рајне, а Бургунди, који су се населили у околини Вормса, су поново уз помоћ Хуна, 437. потучени у борби која је однела животе њиховог краља Гундахара и око 20.000 ратника. Након страдања, које ће послужити као историјска основа чувеног средњовековног Епа о Нибелунзима, Бургунде је Аеције населио у околини Женевског језера 443. године. Заузврат, помоћ коју су Хуни пружили Царству плаћена је тако што им је препуштена дијецеза Панонија, односно римске територије између Тисе и Саве. Међутим, у Галији и Италији Аеције је успевао да надвлада варваре и одржи тешко оптерећено царство, али када су Вандали и Алани заузели Африку Западном римском царству је задат до тада најтежи ударац. По вођством Гејсериха Вандали и Алани су 429. прешли Гибралтарски мореуз и до 439. су заузели најбогатије римске провинције Африке, Африку Проконзуларис, Бизанцену и источну Нумидију, као и Картагину, највећи град западног Средоземља после Рима. Пад Африке је оставио Италију и Рим без драгоцених испорука житарица а царску благајну без лавовског дела годишњег буџета. Аеције је сада у помоћ позвао источноримског цара Теодосија II и почетком 441. удружена флота два царства, која је бројала преко хиљаду бродова, се окупила на Сицилији. Међутим, како су Хуни озбиљно запретили Византији војна акција је прекинута пре самога почетка и Гејсерих је 442. признат за пријатеља и савезника. Западноримско царство је повратило контролу над далеком Мавретанијом и делом Нумидије, али су у рукама Вандала остали плодни и богати делови Африке. Гејсерих је ипак морао да се обавеже на данак у житу и да пошаље свог сина Хунериха као таоца у Равену.

### „Бич Божији“
Хуни, који су у првим деценијама 5. века Римљанима били познати као пљачкаши и најамници, су негде око 433. уједињени под влашћу двојице браће, Бледе и Атиле. Већ 441. Хуни су разорили Виминацијум и Сингидунум и у својим упадима су стигли све до околине Цариграда. Новина за Римљане била је та што су Хуни, за разлику од других варвара, добро познавали коришћење опсадних справа што им је омогућавало да заузимају велике и добро утврђене градове римског Балкана. Атила је 443. уклонио брата и рачуна се да је већ тада владао над разнородним варварским племенима (Готи, Скири, Сармати, Словени...) од Дунава до Кавказа. Укратко, Атилино царство било је дотада невиђена варварска империја у којој су Хуни били само један, али пресудан и владајући фактор. Атила је неизменично пљачкао Балкан и терао источноримски двор да стално повећава висину данка. Најзад, 450. Теодосија је наследио његов зет Марцијан који је пркосно одбио да даље плаћа данак хунском краљу. Како је на Балкану мало тога остало за пљачку, а како се Хуни без флоте нису могли пребацити у богату Малу Азију, Атила је решио да покрене поход на Западно римско царство. По једној од верзија догађаја, Валентинијанова сестра Хонорија је одбила да се уда за сенатора кога јој је брат одредио те је Атили послала свој печатни прстен и молбу да је заштити. Хунски краљ је овај инцидент протумачио као брачну понуду и затражио је на име мираза пола царства. Истовремено, писао је Аецију, који му је вероватно био стари познаник, да долази да казни непријатеље царства.
Атила је окупио огромну варварску војску коју сем Хуна чинили и Готи, Херули, Скири, Гепиди и многи други, док је Аеције такође окупио шаролику војску у којој јер било Римљана, Бургунда, Салијских Франака, Келта из Бретање, а којој се, уз посредовање галског сенатора Авита, придружио и визиготски краљ Теодорик I са својим људима. У априлу 451. Атилина војска је упала у Галију, разорила неколико градова на северозападу и затим покушала да заузме Орлеан како би обезбедила сигуран прелазак преко Лоаре. Аеције је прекинуо опсаду и затим кренуо у гоњење Атилине војске ка истоку. На Каталаунским пољима, вероватно недалеко од данашњег града Троа, дошло је до тешке битке између две војске са неодлучним исходом. Резултат битке био је даље Атилино повлачење, али и Аецијево пристајање да не гони даље Хуне који су му у толико ранијих прилика били корисна противтежа другим варварима. Хуни су се неометано вратили у Панонију и Атила је већ наредне године упао у Италију. Поход на Италију 452. претворио се у низ опсада и Атилини ратници су разорили неколико великих градова укључујући и царске резиденције Аквилеју и Милано. Атили се отворио пут ка Риму али је убрзо примио високо римско посланство у чијем је саставу био и папа Лав I. Хунски краљ је примио богату откупнину и пристао је да се повуче у Панонију. По хроничару Хидацију током дугих опсада у Атилиној војсци се појавила епидемија а његове ратнике је редовно узнемиравао Аеције чију су војску појачали источноримски војници које је послао Марцијан. Атила се поново вратио у Панонију и почетком 453. је умро после једне од његових бројних брачних прослава.

### Између Толосе, Картагине и Цариграда
У тренутку Атилине смрти западноримски двор више није контролисао Британију, око две трећине Хиспаније, коју су у то време заузели Свеви, делове Галије који су контролисали Визиготи и Бургунди и северну Африку којом су завладали Вандали и Алани. Атилу су наследила бар три сина и убрзо су хунску превласт одбацили Гепиди. По Јорданесу, историчару из 6. века, после пораза у бици на иначе неиндификованој реци Недау, Хуни су се повукли са средњег Дунава. Атилини наследници су и даље повремено угрожавали римско Подунавље, али сада су били у сталном сукобу са разним претходно потчињеним варварским народима. Нестанак варварске империје у средњој Европи поново је покренуо процес даљих сеоба делимично и у правцу римских територија.
Нестанак моћног непријатеља и честог савезника утицао је и на промену Аецијеве среће. Под утицајем сенатора Петронија Максима, Валентинијан III је својом руком убио Аеција 21. или 22. септембра 454. године. У царевим очима, без хунског притиска, Аеције више није био неопходан. Атентат је само покренуо нови круг борбе око власти у Риму у току којих су двојица Аецијевих телохранитеља убили цара Валентинијана 16. марта 455. године. Тиме је на Западу нестало легитимне Теодосијеве династије и сенатор Петроније Максим је дан по убиству цара наследио престо. Нови цар је одмах послао Авита у Галију да затражи војну помоћ од визиготског краља Теодорика II. Била је то потпуна негација Констанцијеве и Аеције политике сталног притиска на Визиготе као потенцијално највећу опасност по западно царство. Визиготи су тако промовисани у главне царске савезнике и извор војне моћи. Друга грешка коју је Петроније Максим учинио био је да насилно ожени Валентинијанову удовицу и њену ћерку Еудокују уда за свог сина. Како је Еудокија већ била верена за вандалског принца Хунериха његов отац Гејсерих је окупио бројну флоту и најавио да долази у Рим да исправи увреду нанесену части његове породице. На вест да Вандали долазе Петроније Максим је покушао да побегне из Рима, али га је на излазу из града 31. маја, после само два и по месеца владавине, каменицама убила разбеснела светина. Пред Гејсериха, који се истог дана искрцао на ушћу Тибра, изашао је поново папа Лав I и замолио варварског краља да поштеди град разарања и убијања и задовољи се пљачком. Градске капије Рима су отворене Вандалима 2. јуна и Вечни град је подвргнут тронедељној пљачки. Гејсерих је са собом у Картагину повео царицу Еудоксију и њене две ћерке од којих је Еудокија касније удата за Хунериха. Његови ратници су са собом однели богат плен пре свега у виду свих резерви злата, сребра и бронзе које су се могле наћи у Риму. Термин вандализам, који се обично повезује са Гејсериховом пљачком Рима, појавио се тек 1794. године у француском језику.
Када су вести о пропасти Петронија Максима стигле у Галију, Авит се прогласио за цара на Теодориковом двору у Бордоу. Галски сенатори су у Арлу 9. јула 455. прихватили Авита за цара и он је након тога тријумфално кренео у Италију у пратњи визиготских ратника. У страху од Визигота двојица најутицајнијих војсковођа у Италији, Мајоријан и Рицимер су прихватили изабраника једног варварског краља а Теодорик II је успео и у ономе што није пошло за руком ни Алариху ни Атаулфу. Са друге стране, Теодорик је сада добио одрешене руке да ратује против Свева у Хиспанији. Визиготи су тешко опустошили Пиринејско полуострво и потиснули Свеве на сам северозапад Хиспаније. Теодорик је тиме проширио своју власт на западни део Хиспаније. Слично су учинили и Бургунди који су заузели долину Роне све до Лиона, а Гајсерих је освојио Мавретанију, Нумидију и Триполитанију, као и Корзику, Балеарска острва и Сицилију. Авит, који је у Италији био проказан као штићеник Визигота, није био признат за цара од стране источноримског двора. Док је Теодорик војевао по Хиспанији, Авит је убијен средином 456. године.
Рицимер, по оцу Свев, а по мајци унук визиготског краља Валије, сада врховни заповедник западноримске војске (magister militum) је подржао свог римског колегу Мајоријана који је 1. априла 457. проглашен за цара после дужег периода током кога је источноримски цар Лав I формално био владар јединственог царства. Овога пута, византијски цар је признао Мајоријана за савладара и признање је обележено тако што је Мајоријан 28. децембра проглашен за цара по други пут. Изгледа да је главни циљ Мајоријанове владавине био да преотме Африку Вандалима и у том циљу је покушао да обнови римску власт у јужној Галији и Хиспанији одакле је желео да покрене поход на Вандале. Иако је Мајоријан натерао Визиготе и Бургунде на попуштање и поново их присилио на поштовање савезничких односа, његови планови о походу на Африку нису се остварили. Заповедник римске војске у Илирику Марцелин је у лето 461. отерао Вандале са Сицилије, а римска флота од око 300 бродова размештена је у хиспанске луке од Нове Картагине (данас Картахена) до Илике (данас Елче). Препредени Гејсерих је ипак прозрео из ког правца је планиран главни напад и вандалска флота је напала и спалила римске бродове и пре него што су испловили ка Африци. Поражен пре праве битке, Мајоријан је кренуо назад у Италију али је 2. августа на путу ухапшен од стране Рицимерових присталица и лишен царских инсигнија. Мајоријан је изгубио подршку сенатора које је покушао да опорезује како би стекао већа средства за своје војне планове. Рицимер га је свргао управо када је Мајоријан распустио галске одреде и погубио пет дана касније.

### Коначан пад
Нови западноримски цар постао је 19. новембра 461. Либије Север, искључиво захваљујући Рицимеровој вољи. Против оваквог избора побунио се врховни заповедник римске војске у Галији, Егидије, стари Мајоријанов саборац, а и Лав I је одбио да призна Севера. Најзад, и Гејсерих је истакао свог кандидата за престо, Олибрија који је био Хунерихов пашеног. Да би натерао Рицимера да прихвати Олибрија и успут освојио још коју територију, Гејсерих је редовно пљачкао обале Италије. Да би се одржао на власти, Рицимер је бар морао да успешно брани Италију а за то му је била потребна помоћ источноримског цара. У новембру 465. Либије Север је уклоњен и отпочели су дуготрајни преговори између Рицимера и Лава I.
Тек 12. априла 467. године за цара је проглашен источноримски војсковођа Антемије, Марцијанов зет и некадашњи Лавов противкандидат. Убрзо, Антемије је стигао у Италију у пратњи Марцелинових илирских одреда. Рицимер је постао Антемијев зет и источноримски двор је испразнио ризницу и уложио 103 000 фунти злата (око 46 тона) како би исфинансирао поход на Вандале. У јуну 468. флота од 1 100 бродова са око 30.000 војника је испловила из Цариграда под командом Лавовог шурака Василиска. У исто време, Марцелин и његови одреди из Илирика су поново заузели Сицилију а затим и Сардинију. Све заједно, римска војска је могла бројати око 50.000 људи под оружјем. Василисков план био је највероватније да заузме град Утику и одатле покрене напад копном на вандалску престоницу Картагину. Римска флота се усидрила код рта Бон, али је, баш као и 461, Гејсеррих ступио у акцију и пре него што је Василиск имао прилику да оствари свој план. Вандали су, користећи повољан ветар који је дувао са североистока, запалили неколико бродова које су затим послали у правцу римске армаде. По Прокопијевом опису експедицију је задесила права катастрофа, велики број бродова је захватио пламен, део војника и морнара се подавио, а део допао заробљеништва. Василиск је побегао назад у Цариград и измолио опроштај захваљујући својој сестри, царици Верини. Источноримска ризница била је потпуно исцрпљена и тек ју је својом економичном финансијском политиком опоравио и напунио цар Анастасије I почетком 6. века.
Неуспех римског похода на Вандале 468. данас се сматра догађајем који је коначно запечатио судбину Западног римског царства. Антемије је сада владао само Италијом и Сицилијом директно, док је царску власт признавала и северна Галија под управом Егидијевог сина Сијагрија. Негде око 460. римска власт је постепено престала да се осећа и у провинцији Норик, између Алпа и Дунава. По Житију Светог Северина, коју је монах Еугипије саставио око 510. године, када је новац из царске ризнице престао да пристиже римска војска у Норику је почела постепено да се осипа. Професионални војници су тако постали земљорадници и занатлије које су још увек жилаво бранили своје насеобине од варварских пљачкаша. Неки градови су пак временом прихватили власт и заштиту краља Ругијаца, али су други били стална мета напада Аламана, Херула и Острогота. По речима хагиографа, до Северинове смрти 482. само су ретки римски градови опстали док су локални Романи често пресељавани у складу са потребама варварских владара. Прилике у Норику вероватно се применити као илустрација догађаја у другим деловима римског запада. Било како било, Антемије више није био у прилици да брани римске територије северно од Алпа. Теодориков брат Еурих је искористио крах похода на Африку и већ 469. је проширио власт Визигота све до реке Лоаре на северу. Велики градови попут Арла и Марсеља још увек су били ван домашаја варвара, али их је Еурих опседа практично сваке године. До 473. године Визиготи су заузели и медитерански обалу Хиспаније. Антемијев последњи покушај да организује поход на Визиготе завршио се поразом 471. године. Након тога, Рицимер се и дефинитивно окренуо против Антемија, опсео га у Риму и на крају погубио 11. јула 472. године.
Како је његов штићеник био у невољи, Лав је послао Олибрија у Италију да покуша да посредује између цара и Рицимера. И пре него што је Антемије званично збачен, Олибрије је априла 472. проглашен за цара. Након тога Антемије је свргнут и убијен, али се то показало као последњи Рицимеров тријумф пошто је моћни војсковођа умро 18. августа. Олибрије га није задуго надживео пошто је умро од хидропсије 2. новембра исте године. Рицимеров положај и улогу сиве еминенције је наследио његов сестрић Гундобад, бургундски принц. Његов избор пао је на Глицерија, команданта гарде доместика (comes domesticorum). Глицерије је проглашен за цара 3. марта 473. године, али је убрзо остао без најјачег ослонца пошто је Гундобад најкасније почетком 474. напустио Италију како би учествовао у борби за бургундски престо након што је његов отац Гундиох умро. Глицеријев успон није прихваћен у Цариграду и већ времешни Лав I је одобрио заповеднику илирске војске Јулију Непоту, Марцелиновом сестрићу, да заузме западноримски трон. У лето 474. Јулије Непот се искрцао у римској луци Остији и затим без борбе ушао у Рим и натерао Глицерија да напусти престо. Глицерије је морао да прихвати положај епископа Салоне (данашњи Сплит) у Далмацији.
Са друге стране, варварска краљевства Запада су учврстила током римских сукоба и Јулије Непот је 474. признао Еуриху сва освајања у Галији и Хиспанији. Непот је препустио градове који су се дуго опирали Визиготима у замену за Провансу. Исте године, Лав је признао Гејсерихова освајања чиме се Византија практично одрекла даљих подухвата на Западу. У самој Италији, Непот као источњак није био претерано популаран и 28. августа 475. је напустио Италију и вратио се у Далмацију под притиском заповедника војске Ореста, бившег Атилиног секретара. Орест је затим 31. октобра 475. прогласио свог сина Ромула за цара. Нови август Ромул био је тек дечак од око десет година и због тога је остао упамћен под деминутивом Августул. Орестов преврат није прихваћен ни у Константинопољу ни у галском Соасону где је Сијагрије наставио да кује новац у име Јулија Непота који је сада владао само Далмацијом. Орест је успео да свргне Непота, али новца за исплату војске која је извела пуч није било. Варварски одреди Скира и Ругијаца, који су ступили у римску службу након распада Атилиног царства, тражили су да им се бар расподели земља у Италији. Орест је одбио да спроведе насељавање варварских најамника у Италију, старом средишту царства, али је заузврат дошло до побуне предвођене скирским поглаваром Одоакаром. Он је прво савладао Ореста код Плацентије 28. августа, а затим и његовог брата Павла 4. септембра 476. године. Млади Ромул Августул је свргнут и интерниран на једно имање у Кампањи.
Пошто је обезбедио своје ратнике Одоакар је послао делегацију сенатора у Константинопољ цару Зенону. У исто време Зенон је примио и посланство полузаборављеног Јулија Непота. Римски сенатори су сматрали да нема потребе да се именује западни цар и изјавили су да прихватају Зенонову власт. Источноримски цар је прихватио њихов предлог да именује Одоакра за патриција, у ствари царског намесника Италије. Договор је предвиђао да Јулије Непот остане западноримски цар и чак је наговештавао могућност његовог повратка у Италију. Одоакар је ипак био против таквог решење и Непот је у пролеће 480. наводно отрован по Одоакаровом налогу. Тровање је обавио епископ Салоне Глицерије који је сада награђен местом архиепископа Милана.
Са смрћу Јулија Непота завршен је низ западноримских царева. Ипак, свргавање Ромула Августула је сматрано за преломан тренутак почевши од Прокопија који је своју нарацију о историји Италије започео са догађајима из 476. године.

## Списак западноримских царева

### Гало-римско царство
- Постум (259—268)
  - Лелијан (268)
- Марко Аурелије Марије (268)
- Викторин (268—271)
  - Домицијан (271)
- Тетрик I (271—273)
- Тетрик II (271—273)

### Тетрархија иКонстантинова династија
- Максимијан (286—293, читав Запад, 293—305, Италија, Африка, Хиспанија и Панонија)
- Констанције I Хлор (293—305, Галија и Британија, после 305 и Хиспанија)
- Север II (305—307, Панонија)
- Константин I Велики (306—312, Галија, Британија и Хиспанија, 312—316, Италија и Африка, 316—324, Панонија и Илирик, 324—337, остатак Римског царства)
  - Максенције (306—312, само Италија и Африка)
  - Домиције Александар (308—309, само Африка)
- Константин II (337—340, Галија, Британија и Хиспанија)
- Констанс I (337—340, Италија, Африка, Панонија и Илирик, 340—350, читав Запад)
- Констанције II (337—350, исток царства, 350—361, читаво Римско царство)
  - Магненције (350—353, Галија, Британија, Хиспанија, Италија, Африка)
  - Ветранион (1. март — 25. децембар 350, Илирик)
  - Силван (11. август — 7. септембар 355, Келн у Германији)
- Јулијан Отпадник (353—361, цезар у Галији, 361—363, читаво Римско царство)

### Нединастички владар
- Јовијан (363—364, читаво Римско царство)

### Валентинијанова династија
- Валентинијан I (364—375)
- Грацијан (375—383, Британија, Галија, Хиспанија)
- Валентинијан II (375—388, Италија, Африка, Панонија, 388—392, читав запад)
  - Магнус Максимус (383—388, Британија и Галија)
  - Евгеније (392—394, читав Запад)

### Теодосијева династија
- Теодосије I (379—394, Исток царства, 394—395, читаво Римско царство)
- Хонорије (395—423)
  - Приск Атал (409, Рим, 414, Бордо)
  - Константин III (407—411, Британија?, Хиспанија, Галија)
  - Јовин (411—413, северна Галија),
- Констанције III (8. фебруар — 2. септембар 421. као Хоноријев савладар)
  - Јован (423—425)
- Валентинијан III (425—455)

### Нединастички владари
- Петроније Максим (17. март — 22. мај 455)
- Авит (9/10. јул 455 — 17/18. октобар 456)
- Мајоријан (18. фебруар/28. децембар 457 — 2/7. август 461)
- Либије Север (19. новембар 461 — после 25. септембра 465)
- Антемије (12. април 467 — 11. јул 472)
- Олибрије (април/мај 472 — 22. октобар или 2. новембар 472)
- Глицерије (3/5. март 473 — јун 474)
- Јулије Непот (19/24. јун 474 — 28. август 475, после само у Далмацији до 25. април/9. мај/22. јун 480)
- Ромул Августул (31. октобар 475 — 4. септембар 476)